# 브크라강

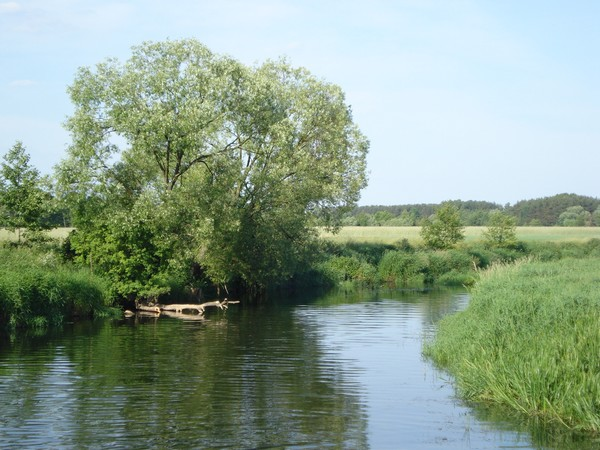
브크라강

브크라강(폴란드어: Wkra)은 폴란드 북동부의 강이다. 바르타강의 왼쪽 지류로, 길이는 255km, 유역 면적은 5,348 km2다. 폴란드 내에서만 흐른다.